# Calymperopsis disciformis
Calymperopsis disciformis là một loài rêu trong họ Calymperaceae. Loài này được Dusén M. Fleisch. mô tả khoa học đầu tiên năm 1913.